# Dasysphaera
Dasysphaera es un género de  fanerógamas pertenecientes a la familia Amaranthaceae. Comprende 7 especies descritas y de estas, solo 4 aceptadas.

## Taxonomía
El género fue descrito por Volkens ex Gilg y publicado en Die Natürlichen Pflanzenfamilien Nachtr. II–IV, 1: 153. 1897. La especie tipo no ha sido asignada.

## Especies aceptadas
A continuación se brinda un listado de las especies del género Dasysphaera aceptadas hasta septiembre de 2012, ordenadas alfabéticamente. Para cada una se indica el nombre binomial seguido del autor, abreviado según las convenciones y usos. 
- Dasysphaera alternifolia Chiov.
- Dasysphaera hyposericea (Chiov.) C.C.Towns.
- Dasysphaera robecchii Lopr.
- Dasysphaera tomentosa Volkens ex Lopr.